# 세타정
세타정(瀬田町)은 일본 시가현 구리타군에 설치되었던 정이다. 현재의 오쓰시의 남동부에 해당한다.